# Vuolep Tjäpukjaure
Vuolep Tjäpukjaure är en sjö i Arjeplogs kommun i Lappland och ingår i Piteälvens huvudavrinningsområde. Sjön har en area på 0,126 kvadratkilometer och ligger 613,1 meter över havet. Vuolep Tjäpukjaure ligger i Ramanj Natura 2000-område.

## Delavrinningsområde
Vuolep Tjäpukjaure ingår i det delavrinningsområde (739222-158112) som SMHI kallar för Mynnar i Tjeggelvas. Medelhöjden är 617 meter över havet och ytan är 34,48 kvadratkilometer. Det finns inga avrinningsområden uppströms utan avrinningsområdet är högsta punkten. Råvejåkkå som avvattnar avrinningsområdet har biflödesordning 2, vilket innebär att vattnet flödar genom totalt 2 vattendrag innan det når havet efter 269 kilometer. Avrinningsområdet består mestadels av skog (86 procent). Avrinningsområdet har 1,87 kvadratkilometer vattenytor vilket ger det en sjöprocent på 5,4 procent.